# 太叔遗
太叔遗（？—？），即太叔僖子，姬姓，谥号僖，名遗，卫国世叔/太叔氏。
前484年冬季，他的哥哥世叔齐逃亡到宋国。卫国人立了太叔遗做继承人，让他娶了孔姞。前479年，卫庄公卜梦，他的宠臣向太叔僖子要酒，没得到，就和卜人勾结，告诉卫庄公：“您有大臣在西南角上，不去掉他，恐怕有危害。”于是驱逐太叔遗。太叔遗逃亡到晋国。前477年夏季，卫出公辄从齐国重新回国，赶走了石圃，恢复了石魋和太叔遗原来的官职。